# Raquetebol nos Jogos Pan-Americanos de 2003
As competições de raquetebol nos Jogos Pan-Americanos de 2003 foram realizadas em Santo Domingo, República Dominicana. Esta foi a terceira edição do esporte nos Jogos Pan-Americanos. Foram realizados dois eventos masculinos e dois femininos.

## Masculino

### Individual
| POSIÇÃO              | NOME               |
| -------------------- | ------------------ |
|                      | Jack Huczek (USA)  |
|                      | Mike Green (CAN)   |
|                      | Rocky Carson (USA) |
| Gilberto Mejia (MEX) |                    |

### Duplas
| POSIÇÃO                                 | NOME                                          |
| --------------------------------------- | --------------------------------------------- |
|                                         | MEX México Alvaro Beltrán Javier Moreno       |
|                                         | USA Estados Unidos Rubén González Mike Guidry |
|                                         | ARG Argentina Daniel Maggi Shai Manzuri       |
| CAN Canadá Corey Osborne François Viens |                                               |

## Feminino

### Individual
| POSIÇÃO                | NOME                 |
| ---------------------- | -------------------- |
|                        | Cheryl Gudinas (USA) |
|                        | Laura Fenton (USA)   |
|                        | Angela Grisar (CHI)  |
| Lori-Jane Powell (CAN) |                      |

### Duplas
| POSIÇÃO                                      | NOME                                       |
| -------------------------------------------- | ------------------------------------------ |
|                                              | MEX México Susana Acosta Rosa Torres       |
|                                              | USA Estados Unidos Jackie Rice Kim Russell |
|                                              | BOL Bolívia Paola Núñez Caroli Santos      |
| CAN Canadá Josée Grand'Maître Julie Neubauer |                                            |

## Quadro de medalhas
| Posição | Nação              |   |   |   | Total |
| ------- | ------------------ | - | - | - | ----- |
| 1       | USA Estados Unidos | 2 | 3 | 1 | 6     |
| 2       | MEX México         | 2 | 0 | 1 | 3     |
| 3       | CAN Canadá         | 0 | 1 | 3 | 4     |
| 4       | ARG Argentina      | 0 | 0 | 1 | 1     |
| 4       | BOL Bolívia        | 0 | 0 | 1 | 1     |
| 4       | CHI Chile          | 0 | 0 | 1 | 1     |
| Total   | Total              | 4 | 4 | 8 | 16    |